# Muzeum Ziemi Sokólskiej
Muzeum Ziemi Sokólskiej – muzeum powstałe m.in. z inicjatywy Macieja Musy Konopackiego (1926-2020), patriarchy polskiego Orientu - w ramach realizacji Idei Muzeum Tatarskiego  – znajduje się w centrum miasta Sokółki w budynku historycznym wybudowanym przez podskarbiego litewskiego Antoniego Tyzenhauza w 1770 r. Początkowo w budynku mieściły się urzędy handlowe (PZGS) lecz dzięki aktywności Towarzystwa Miłośników Ziemi Sokólskiej obiekt został zaadaptowany na potrzeby kulturalne.

## Ekspozycja
Zbiory muzealne, obrazujące przeszłość Ziemi Sokólskiej pod względem kulturowym i wyznaniowym, zgromadzone są w działach:
- historycznym,
- etnograficznym,
- tatarskim[12].

W ciągu 20 lat istnienia udało się zebrać blisko 2000 eksponatów i dokumentów obrazujących dzieje Sokółszczyzny, w tym m.in. wystawiane zbiory malarstwa, m.in. Witalisa Sarosieka (1945-2012).
Piętro budynku przeznaczone jest na dział etnograficzny. Zgromadzone zbiory obrazują życie codzienne podsokólskich wsi. Znaleźć tu można wyroby rzemiosła ludowego codziennego użytku (m.in. narzędzia rolnicze) oraz sztuki ludowej (m.in. tkaniny dwuosnowowe, hafty).
Dział tatarski przypomina dzieje osadnictwa tatarskiego na terenie Rzeczypospolitej i Litwy, przybliża zwyczaje Tatarów polskich, ich tradycję oraz wzajemne przenikanie się kultury polskiej i tatarskiej.
Na parterze znajduje się dział historyczny, utworzony w 1984 r., który dzięki zgromadzonym eksponatom obrazuje dzieje Sokółki i okolic począwszy od 1524 r., kiedy to król Zygmunt I Stary przekazał te tereny swojej żonie królowej Bonie. W pomieszczeniach znajdują się eksponaty obrazujące Syberyjską Golgotę, walki oddziałów leśnych Armii Krajowej w obwodzie sokólskim i walki mieszkańców Sokólszczyzny na Frontach Europy w II wojnie światowej. 
Muzeum współpracuje z sokólskimi szkołami i organizacjami społecznymi pragnąc włączyć w działalność mieszkańców zainteresowanych dziejami swojej ziemi. Z dostępnych archiwów korzystają także historycy i studenci.
W 2004 r. dzięki decyzji samorządu przeprowadzono remont budynku, we wrześniu muzeum zostało ponownie udostępnione zwiedzającym.